# Daryl Sabara
Daryl Christopher Sabara (sinh ngày 14/6/1992) là một diễn viên điện ảnh, diễn viên lồng tiếng và diễn viên Mỹ. Anh có lẽ được biết đến nhiều nhất với vai diễn Juni Cortez trong loạt phim Spy Kids, cũng như nhiều diễn xuất truyền hình và điện ảnh khác, bao gồm Generator Rex, Wizards of Waverly Place, Father of the Pride, The Polar Express, Keeping Up with the Steins, Halloween, và truyền hình thực tế America's Most Talented Kid, mà anh đóng vai thẩm phán.

## Cuộc đời và sự nghiệp
Sabara sinh ở Hawthorne, California, là con trai của Sandy Krebs, một nhân viên xã hội Los Angeles. Anh có một người anh em sinh đôi, Evan, cũng là một diễn viên. Sabara là người Nga gốc Do Thái lai Đức. Sabara bắt đầu biểu diễn với các công ty múa ba-lê trong khu vực, South Bay Ballet. Anh đã theo học Trường trung học West ở Torrance, California.
Sabara bắt đầu diễn xuất trong thời gian giữa những năm 1990, xuất hiện trên các tập phim Murphy Brown, Life's Work, Will and Grace, và Friends trước khi diễn vai Juni Cortez trong loạt phim Spy Kids, mà đã trở thành phổ biến trong số các khán giả nhỏ hơn 13 tuổi.